# La Tortura
"La Tortura" (tiếng Anh: "The Torture") là một bài hát của nghệ sĩ thu âm người Columbia Shakira hợp tác với nghệ sĩ thu âm người Tây Ban Nha Alejandro Sanz nằm trong album phòng thu thứ sáu của cô, Fijación Oral, Vol. 1 (2005). Nó được phát hành vào ngày 12 tháng 4 năm 2005 như là đĩa đơn đầu tiên trích từ album bởi Epic Records. Bài hát được đồng viết lời và sản xuất bởi Shakira và Luis Fernando Ochoa, bên cạnh sự tham gia đồng sản xuất từ Lester Mendez, đồng thời cũng là cộng tác viên quen thuộc xuyên suốt sự nghiệp của cô. "La Tortura" là một bản latin pop kết hợp với những yếu tố từ reggaeton mang nội dung đề cập đến câu chuyện của một người phụ nữ chịu nhiều tổn thương về mặt tinh thần bởi người bạn trai lăng nhăng, nhưng sau đó anh đã quay lại để cầu xin sự tha thứ. Một phiên bản khác của bài hát với phần điệp khúc được thể hiện một phần bằng tiếng Anh đã xuất hiện trong ấn phẩm tái phát hành cho album phòng thu tiếp theo của nữ ca sĩ, Oral Fixation, Vol. 2 (2005).
Sau khi phát hành, "La Tortura" nhận được những phản ứng tích cực từ các nhà phê bình âm nhạc, trong đó họ đánh giá cao giai điệu hấp dẫn và gọi đây là một điểm nhấn nổi bật của Fijación Oral, Vol. 1. Ngoài ra, bài hát còn gặt hái nhiều giải thưởng và đề cử tại những lễ trao giải lớn, bao gồm chiến thắng hai đề cử giải Grammy Latin cho Thu âm của năm và Bài hát của năm tại lễ trao giải thường niên lần thứ 7. "La Tortura" cũng tiếp nhận những thành công vượt trội về mặt thương mại, đứng đầu các bảng xếp hạng ở Hungary và Tây Ban Nha, đồng thời lọt vào top 10 ở hầu hết những quốc gia bài hát xuất hiện, bao gồm vươn đến top 5 ở những thị trường lớn như Áo, Đức, Ý, Hà Lan và Thụy Sĩ. Tại Hoa Kỳ, nó đạt vị trí thứ 23 trên bảng xếp hạng Billboard Hot 100, trở thành đĩa đơn thứ ba của Shakira và đầu tiên của Sanz vươn đến top 40 tại đây, đồng thời nắm giữ kỷ lục đứng đầu bảng xếp hạng Hot Latin Songs của Billboard dài nhất lúc bấy giờ với 25 tuần không liên tiếp.
Video ca nhạc cho "La Tortura" được đạo diễn bởi Michael Haussman, trong đó bao gồm những cảnh Sanz theo dõi Shakira đang đi trên đường về nhà từ căn hộ của bạn gái mới của anh, trước khi anh nhớ lại những khoảnh khắc của cả hai trong quá khứ khi còn là một cặp đôi. Nó đã thu hút sự chú ý với việc trở thành video đầu tiên chỉ bao gồm tiếng Tây Ban Nha được phát sóng trên MTV, cũng như gặt hái năm đề cử tại giải Video âm nhạc của MTV năm 2005 ở hạng mục Video xuất sắc nhất của nữ ca sĩ, Video Dance xuất sắc nhất và Sự lựa chọn của người xem. Để quảng bá bài hát, nữ ca sĩ đã trình diễn "La Tortura" trên nhiều chương trình truyền hình và lễ trao giải lớn, như Good Morning America, Today, Wetten, dass..?, giải Video âm nhạc của MTV năm 2005 và giải Grammy Latin lần thứ 7, cũng như trong nhiều chuyến lưu diễn của cô. Tính đến nay, nó đã bán được hơn 6 triệu bản trên toàn cầu, trở thành một trong những đĩa đơn bán chạy nhất mọi thời đại.

## Danh sách bài hát
Đĩa CD tại châu Âu
1. "La Tortura" (bản album) – 3:32
2. "La Tortura" (Shaketon phối lại) – 3:12

Đĩa CD maxi tại châu Âu
1. "La Tortura" (bản album) – 3:32
2. "La Tortura" (Shaketon phối lại) – 3:12
3. "La Tortura" (bản acoustic) – 2:39

## Xếp hạng
| Bảng xếp hạng (2005)               | Vị trí cao nhất |
| ---------------------------------- | --------------- |
| Áo (Ö3 Austria Top 40)             | 3               |
| Bỉ (Ultratop 50 Flanders)          | 8               |
| Bỉ (Ultratop 50 Wallonia)          | 5               |
| CIS (Tophit)                       | 2               |
| Cộng hòa Séc (Rádio Top 100)       | 24              |
| Đan Mạch (Tracklisten)             | 7               |
| Châu Âu (European Hot 100 Singles) | 5               |
| Pháp (SNEP)                        | 7               |
| Phần Lan (Suomen virallinen lista) | 6               |
| Đức (GfK)                          | 4               |
| Hy Lạp (IFPI)                      | 4               |
| Hungary (Rádiós Top 40)            | 1               |
| Hungary (Single Top 40)            | 3               |
| Hungary (Dance Top 40)             | 5               |
| Ý (FIMI)                           | 3               |
| Hà Lan (Dutch Top 40)              | 3               |
| Hà Lan (Single Top 100)            | 2               |
| Rumani (Romanian Top 100)          | 1               |
| Tây Ban Nha (PROMUSICAE)           | 1               |
| Thụy Điển (Sverigetopplistan)      | 6               |
| Thụy Sĩ (Schweizer Hitparade)      | 2               |
| Hoa Kỳ Billboard Hot 100           | 23              |
| Hoa Kỳ Hot Latin Songs (Billboard) | 1               |
| Hoa Kỳ Latin Pop Songs (Billboard) | 1               |
| Hoa Kỳ Tropical Songs (Billboard)  | 1               |
| Venezuela (Record Report)          | 1               |

| Bảng xếp hạng (2005)               | Vị trí |
| ---------------------------------- | ------ |
| Austria (Ö3 Austria Top 75)        | 14     |
| Belgium (Ultratop 50 Flanders)     | 22     |
| Belgium (Ultratop 40 Wallonia)     | 10     |
| CIS (Tophit)                       | 10     |
| Denmark (Tracklisten)              | 24     |
| Europe (European Hot 100 Singles)  | 14     |
| Finland (Suomen virallinen lista)  | 77     |
| France (SNEP)                      | 22     |
| Germany (Official German Charts)   | 24     |
| Hungary (Rádiós Top 40)            | 9      |
| Italy (FIMI)                       | 13     |
| Netherlands (Dutch Top 40)         | 3      |
| Netherlands (Single Top 100)       | 14     |
| Romania (Romanian Top 100)         | 3      |
| Spain (PROMUSICAE)                 | 4      |
| Sweden (Sverigetopplistan)         | 19     |
| Switzerland (Schweizer Hitparade)  | 3      |
| US Billboard Hot 100               | 60     |
| US Hot Latin Songs (Billboard)     | 1      |
| US Hot Latin Pop Songs (Billboard) | 2      |
| US Hot Tropical Songs (Billboard)  | 4      |
| Bảng xếp hạng (2017)               | Vị trí |
| Ukraine Airplay (Tophit)           | 150    |

| Bảng xếp hạng (2000-09)        | Vị trí |
| ------------------------------ | ------ |
| Netherlands (Dutch Top 40)     | 23     |
| US Hot Latin Songs (Billboard) | 3      |

| Bảng xếp hạng                  | Vị trí |
| ------------------------------ | ------ |
| US Hot Latin Songs (Billboard) | 4      |

## Chứng nhận
| Quốc gia | Chứng nhận            | Số đơn vị/doanh số chứng nhận |
| --- | --------------------- | ----------------------------- |
| Áo (IFPI Áo) | Vàng                  | 15.000*                       |
| Đan Mạch (IFPI Đan Mạch) | Vàng                  | 7.500^                        |
| Đức (BVMI) | Vàng                  | 250.000^                      |
| Ý (FIMI) | Vàng                  | 25,000‡                       |
| México (AMPROFON) | Vàng                  | 0*                            |
| Thụy Sĩ (IFPI) | Vàng                  | 20.000^                       |
| Hoa Kỳ (RIAA) | 32× Bạch kim (Latinh) | 1.920.000‡                    |
| Hoa Kỳ (RIAA) Nhạc chuông | Bạch kim              | 1.000.000^                    |
| * Chứng nhận dựa theo doanh số tiêu thụ. ^ Chứng nhận dựa theo doanh số nhập hàng. ‡ Chứng nhận dựa theo doanh số tiêu thụ và phát trực tuyến. |                       |                               |